# Jan Lam
Jan Paweł Ferdynand Lam (ur. 16 stycznia 1838 w Stanisławowie, zm. 3 sierpnia 1886 we Lwowie) – polski powieściopisarz, satyryk, redaktor „Dziennika Polskiego”, nauczyciel.

## Życiorys
Wywodził się z kalwińskiej rodziny niemieckiej. Jego dziadek – Zenon Konrad Lam pochodził z Hanau koło Frankfurtu nad Menem w Hesji i był austriackim oficerem. Według K. Wróblewskiego rodzina Lamów pochodziła ze Szkocji, skąd pradziad Jana, przesiedlił się do Hesji i był dyrektorem budowy dróg i mostów w Hanau. Syn Zenona Konrada – Konrad Lam (ur. w 1809 r. w Kromieryżu na Morawach, gdzie stacjonował wówczas pułk jego ojca), był austriackim c.k. komisarzem skarbowym, który w 1831 roku osiadł w Galicji i ożenił się z Polką. Jan Lam miał dwóch braci: Lucjana i Henryka. Jan uczył się najpierw u bazylianów w Buczaczu, a następnie trzy lata studiował na Wydziale Prawa Uniwersytetu Lwowskiego. Dzięki ogromnemu wpływowi matki pisarza – Joanny Ziołeckiej, Jan Lam wybrał polską narodowość. Podobnie jak brat Lucjan wziął udział w powstaniu styczniowym, służył w stopniu kapitana w szeregach oddziału Dionizego Czachowskiego. W konsekwencji był osadzony w więzieniu austriackim. Do Lwowa powrócił w 1866 i związał z nim resztę życia. Mieszkał w kamienicy przy ulicy Stefana Batorego, na której w 100 rocznicę urodzin pisarza w 1938 władze Lwowa wmurowały pamiątkową tablicę poświęconą jego postaci. Jedna z ulic Lwowa w przeszłości nosiła także jego imię (obecnie ulica Pawłyka). W 1860 roku wziął ślub z Marią Jasińską a w 1867 roku urodziła mu się córka Zofia.

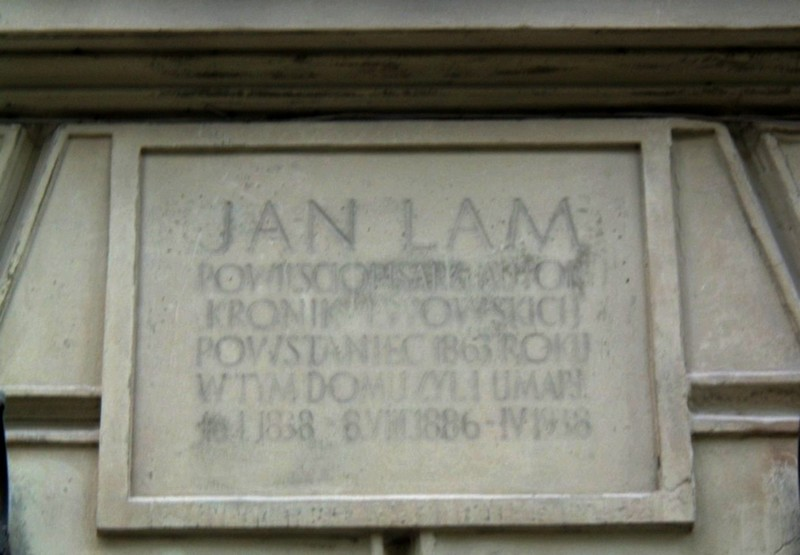
Tablica pamiątkowa we Lwowie na domu przy ul. Kniazia Romana (dawniej Batorego) 38, ustanowiona w 100-lecie urodzin pisarza, z napisem: JAN LAM POWIEŚCIOPISARZ AUTOR KRONIK LWOWSKICH POWSTANIEC 1863 ROKU W TYM DOMU ŻYŁ I UMARŁ16.I.1838 * 3.VIII.1886 * IV 1938. Stan obecny. Fot. Andrzej Lam 2011

Według Kazimierza Chłędowskiego Jan Lam jest autorem określenia baciarz (baciar). Cyt.: Po Lamie pozostało niemało wyrażeń w galicyjskim słowniku, pomiędzy innymi i nazwa „baciarz” określająca indywiduum, żyjące z dnia na dzień, zaniedbane, brudne, zapite, o którym się mówi tylko z pogardą. Innym przykładem Lamowskiego określenia jest tromtadracja. To ostatnie pojęcie stworzył Lam, używając go jako synonimu efekciarstwa i krzykliwego wygłaszania mów patriotycznych. Przeszło ono do literatury i na deski sceniczne, błyszcząc niemal w każdym popularnym refrenie komediowym:

Śpiewam sobie tromtadrata,

Bom ja tęga demokrata…

Lam miał wyjątkowy talent do kreowania znaczących nazwisk i przydomków. Stworzone przez niego popularne określenie „Gogo”, „goguś”, przyjęło się również na długie lata i oznaczało, podobnie jak dziś „Bęcwalski” – młodziana o pustej głowie, wstecznych poglądach i niesmacznej elegancji.
Protoplastą gogów, występujących przez lata całe na łamach „Szczutka”, był młody August Dzieduszycki, który zasłynął z olbrzymich kołnierzy, fantastycznych krawatów i kapeluszy niebywałej wysokości. W „Szczutku” towarzyszył gogowi cały orszak Preclitschków, „hrabiów Kalasantych”, „Orderowiczów”, „Strachajłów” i innych wytypowanych postaci ze świata mieszczańskiego Galicji. Wśród mieszczan największym postrachem była teściowa z popularnego rysunku w kalendarzu „Haliczanin”, albo jako Dulska afiszująca się moralnością z komedii Zapolskiej, pod tymże właśnie tytułem.
Jan Lam był satyrykiem, krytykował austriacką biurokrację w Galicji, jej wrogie nastawienie do Polaków i ruchów wolnościowych. Stawiał zarzuty i szlachcie, i klerowi, oskarżając ich o dbanie jedynie o własne interesy.
Największy rozgłos przyniosły mu publikowane od 1868 Kroniki lwowskie. Był autorem kilku powieści satyrycznych: Pan komisarz wojenny (1863), Wielki świat Capowic (1869), Koroniarz w Galicji (1869), Głowy do pozłoty (1873), Idealiści (1876), Dziwne kariery (1880).
Jest autorem tekstu Marsza Sokołów, pieśni przyjętej jako hymn przez Towarzystwo Gimnastyczne Sokół.
W swoich książkach i artykułach używał następujących pseudonimów: J.L.; N.M.; Mikołaj Płot z przydomkiem siekierka; X.Y. braciszek jezuicki

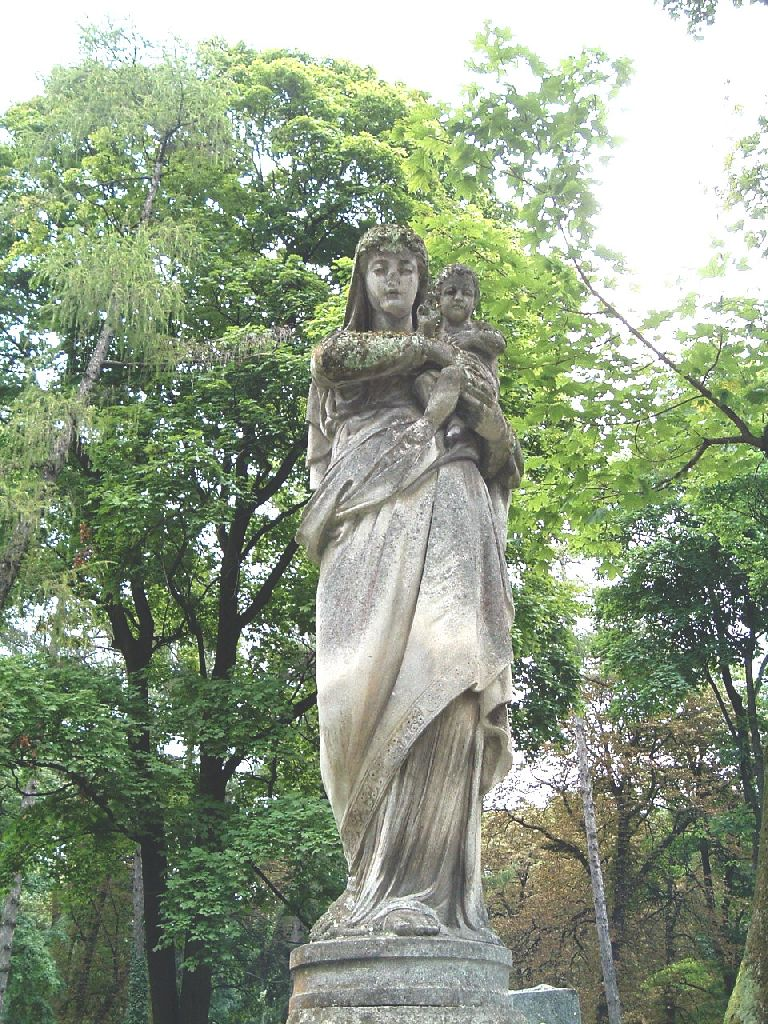
Grób Jana Lama na Cmentarzu Łyczakowskim we Lwowie. Rzeźba Madonny z Dzieciątkiem dłuta Juliana Markowskiego (1846-1903). Fot. Andrzej Lam 2011.

Pochowany na cmentarzu Łyczakowskim (pole 56), na pomniku wyryto napis:
Nikną wieki, męże sławne
Grób po grobie się otwiera
Nowe imię gasi dawne
A sława sławę zaciera.
Oto treść nekrologu Jana Lama zamieszczonego przez Aleksandrę Borkowską w czasopiśmie Kronika Rodzinna:
Dnia 3-go b. m. zakończył żywot we Lwowie jeden z najznakomitszych w Europie, a między współczesnymi polskimi najznakomitszy humorysta i satyryk—Jan Lam. Rodzina jego, pierwotnie podobno pochodzenia szkockiego, ale dawno osiadła w Niemczech i zniemczała, dostała się przez Morawę do Galicyji, gdzie jeszcze stryj pisarza był tak zaciętym Niemcem, iż nie chciał, aby chłopak umiał po polsku. Atoli młody Lam, urodzony w r. 1838 z Polki Ziołowskiej, wyssał z mlekiem piersi matczynej przywiązanie do ziemi, która dla niej była drogą, i przywiązaniu temu nigdy się nie sprzeniewierzył aż do zgonu. Stosunki rodziców z domami polskiemi, kształcenie się młodzieńca najprzód u Bazylianów w Buczaczu, a następnie w uniwersytecie lwowskim, dokończyły co rozpoczęła szlachetna matka. Wśród najzmienniejszych przejść zawodu pisarskiego, wśród nieoglądania się na jutro w szafunku zdrowiem, pozostała w Lamie zaszczepiona przez matkę wiara w Boga i cześć dla Bogarodzicy; pozostała miłość kraju, którą kładł za podstawę swych sądów czy to słusznych, czy choćby najmylniejszych; pozostała prawość charakteru, która nie tylko we współwyznawcach politycznych, lecz i w przeciwnikach budziła ku niemu szacunek. Wiedziano, że nawet wtenczas kiedy błądził, kiedy ostrzem swego pióra krzywdę niekiedy wyrządzał słuszności, czynił to w szczerem mniemaniu, iż służy sprawie publicznej. Zresztą w miarę dojrzewania i patrzania na świat, omyłki takie były coraz rzadsze w pismach Lama. Przy ogromnej pamięci, przy potędze i szerokości syntezy, przy wysoce systematycznem myśleniu i ciągłem nabywaniu wiadomości, umysł jego poważniał z każdym rokiem. Przed dwudziestu laty wystąpił po raz pierwszy ze swemi „kronikami" i powieściami pod chorągwią jaskrawo demokratyczną; z postępem czasu przychodziło coraz większe umiarkowanie, tak dalece, że nadaremnie przed końcem życia usiłował wypierać się, że nie przechodzi na zachowawcę. Pomimo nietrafnych wycieczek w obronie swobody propagandy darwinistowskiej profesora Dybowskiego, pomimo niezrozumienia pobudek reformy klasztoru kks. Dominikanów we Lwowie, był Lam pod koniec życia już zachowawcą prawdziwym, a w świeżej sprawie cła od nafty, popieranego przez fabrykantów na szkodę kraju i państwa, bronił nawet ministra skarbu Dunajewskiego, szedł pospołu ze „stańczykami”. Kiedy pozytywiści na korzyść schorzałego chcieli sporządzić jakieś wydawnictwo, Lam odmówił przyjęcia ofiary, oświadczając, iż z tym obozem nic nie ma wspólnego. W jednej z niedawnych „kronik” rozrzewniająco opisał przybycie kapłana z Panem Bogiem do jego łoża niemocy i przyniesioną mu niebiańską pociechę w cierpieniu Zasnął na wieki przy pracy, kiedy nie mogąc już pisać, dyktował jeszcze artykuł dziennikarski i czekał przybycia spowiednika z wiatykiem. Majątku nie zostawił, ale dobrzy ludzie już się zajęli losem osierociałej rodziny nieboszczyka.